# Чемпионат СССР по классической борьбе 1934
5-й Чемпионат СССР по классической борьбе проходил в Москве с 21 по 23 июня 1934 года. Чемпионат входил в программу крупнейших комплексных соревнований по борьбе, боксу и тяжёлой атлетике, посвящённой героической эпопее челюскинцев и лётчикам — Героям Советского Союза. Соревнования по борьбе привлекли 131 участника. Пять человек удержали за собой звание чемпионов страны.

## Медалисты
| Весовая категория | Золото                               | Серебро                         | Бронза                             |
| ----------------- | ------------------------------------ | ------------------------------- | ---------------------------------- |
| Наилегчайший вес  | Николай Раков Ленинград              | Саркис Варданян Ереван          | Резников Ростов-на-Дону            |
| Легчайший вес     | Борис Люляков Москва                 | Александр Сиротин Киев          | Григорий Серганский Ростов-на-Дону |
| Полулёгкий вес    | Николай Баскаков Москва              | Епифан Тарасов Ленинград        | Андрей Гордиенко Москва            |
| Лёгкий вес        | Владимир Иванов Москва               | Леонид Егоров Москва            | Мельниченко ЗСФСР                  |
| Полусредний вес   | Алексей Катулин Москва               | Николай Шигаев Баку             | Георгий Рибсон Горький             |
| Средний вес       | Сергей Золотов Ленинград             | И. Скрынник Харьков             | Григорий Пыльнов Москва            |
| Полутяжёлый вес   | Александр Казанский Москва           | Константин Дерич Ростов-на-Дону | Г. Греков Ростов-на-Дону           |
| Тяжёлый вес       | Александр Пустынников Ростов-на-Дону | Арон Ганжа Киев                 | В. Штекель Киев                    |